# Raval de la Vilanova
Vilanova o el raval de la Vilanova fou un suburbi septentrional de la Ciutat de València. En l'actualitat estaria situat als voltants del carrer Alboraia. Estava comunicat amb la muralla de la ciutat amb un pont i portal dits Bab al- Wàrraq o "porta del llibreter" on seria el carrer del Salvador. Se situa a l'actual barri de Jaume Roig, al districte del Pla del Real.
Algunes teories afirmen que fou allà on nasqué Arnau de Vilanova, cristià d'origen jueu, un metge i moralista internacionalment conegut. Arnau fou un dels primers escriptors valencians en llengua catalana, al cap de poc després de la Conquesta de Jaume I.